# Six Jours de Brême
Les Six Jours de Brême (en allemand : Bremer Sechstagerennen) sont une course cycliste de six jours disputée à Brême en Allemagne.
Les premiers Six Jours de Brême sont disputés en 1910 dans la Stadthalle et sont remportés par Willy Arend et Eugen Stabe. La deuxième édition a lieu en 1965. Ils sont organisés chaque année depuis cette date, à l'AWD-Dome.
Le record de victoires est détenu par le Néerlandais René Pijnen, avec sept succès.

## Palmarès
| Année     | Vainqueur                              | Deuxième                            | Troisième                        |
| --------- | -------------------------------------- | ----------------------------------- | -------------------------------- |
| 1910      | Willy Arend Eugen Stabe                | Otto Pawke Carl Rudel               | Anteo Carapezzi Willy Techmer    |
| 1965      | Rik Van Steenbergen Palle Lykke Jensen | Rolf Roggendorf Rudi Altig          | Dieter Kemper Horst Oldenburg    |
| 1966      | Dieter Kemper Rudi Altig               | Fritz Pfenninger Peter Post         | Klaus Bugdahl Sigi Renz          |
| 1967      | Peter Post Fritz Pfenninger            | Dieter Kemper Horst Oldenburg       | Klaus Bugdahl Patrick Sercu      |
| 1968      | Sigi Renz Rudi Altig                   | Freddy Eugen Palle Lykke Jensen     | Dieter Kemper Horst Oldenburg    |
| 1969      | Peter Post Patrick Sercu               | Dieter Kemper Horst Oldenburg       | Freddy Eugen Palle Lykke Jensen  |
| 1970      | Peter Post Patrick Sercu               | Sigi Renz Wolfgang Schulze          | Klaus Bugdahl Julien Stevens     |
| 1971      | Albert Fritz Rudi Altig                | Peter Post Patrick Sercu            | Klaus Bugdahl Alain Van Lancker  |
| 1972      | Sigi Renz Wolfgang Schulze             | Peter Post Patrick Sercu            | Dieter Kemper Klaus Bugdahl      |
| 1973      | Dieter Kemper Graeme Gilmore           | René Pijnen Leo Duyndam             | Albert Fritz Wilfried Peffgen    |
| 1974      | René Pijnen Leo Duyndam                | Albert Fritz Wilfried Peffgen       | Graeme Gilmore Patrick Sercu     |
| 1975      | René Pijnen Patrick Sercu              | Albert Fritz Wilfried Peffgen       | Udo Hempel Günter Haritz         |
| 1976      | René Pijnen Günter Haritz              | Dieter Kemper Sigi Renz             | Patrick Sercu Graeme Gilmore     |
| 1977      | Wilfried Peffgen Albert Fritz          | Klaus Bugdahl Dietrich Thurau       | René Pijnen Günter Haritz        |
| 1978      | Wilfried Peffgen Albert Fritz          | Jürgen Tschan Gregor Braun          | Donald Allan Danny Clark         |
| 1979      | René Pijnen Danny Clark                | Wilfried Peffgen Albert Fritz       | Patrick Sercu Dietrich Thurau    |
| 1980      | Patrick Sercu Albert Fritz             | Wilfried Peffgen Gregor Braun       | Roman Hermann Horst Schütz       |
| 1981      | René Pijnen Gregor Braun               | Albert Fritz Patrick Sercu          | Donald Allan Danny Clark         |
| 1982      | René Pijnen Albert Fritz               | Gert Frank Patrick Sercu            | Dietrich Thurau Gregor Braun     |
| 1983      | René Pijnen Gregor Braun               | Albert Fritz Patrick Sercu          | Gert Frank Jan Raas              |
| 1984      | Albert Fritz Dietrich Thurau           | Gary Wiggins Anthony Doyle          | Gert Frank Hans-Henrik Ørsted    |
| 1985      | Gary Wiggins Anthony Doyle             | Danny Clark Dietrich Thurau         | Josef Kristen Henry Rinklin      |
| 1986      | Josef Kristen Dietrich Thurau          | Gert Frank René Pijnen              | Roman Hermann Urs Freuler        |
| 1987      | Danny Clark Dietrich Thurau            | Josef Kristen Roman Hermann         | Constant Tourné Etienne De Wilde |
| 1988      | Danny Clark Anthony Doyle              | Andreas Kappes Roman Hermann        | Constant Tourné Etienne De Wilde |
| 1989      | Andreas Kappes Roman Hermann           | Roger Ilegems Roland Günther        | Danny Clark Urs Freuler          |
| 1990      | Danny Clark Roland Günther             | Andreas Kappes Etienne De Wilde     | Urs Freuler Volker Diehl         |
| 1991      | Andreas Kappes Etienne De Wilde        | Danny Clark Urs Freuler             | Bruno Holenweger Volker Diehl    |
| 1992      | Andreas Kappes Etienne De Wilde        | Bruno Holenweger Urs Freuler        | Danny Clark Anthony Doyle        |
| 1993      | Peter Pieters Urs Freuler              | Danny Clark Remig Stumpf            | Bruno Risi Kurt Betschart        |
| 1994      | Andreas Kappes Danny Clark             | Bruno Risi Kurt Betschart           | Urs Freuler Carsten Wolf         |
| 1995      | Bruno Risi Kurt Betschart              | Adriano Baffi Pierangelo Bincoletto | Andreas Kappes Etienne De Wilde  |
| 1996      | Marco Villa Silvio Martinello          | Bruno Risi Kurt Betschart           | Jimmi Madsen Jens Veggerby       |
| 1997      | Andreas Kappes Carsten Wolf            | Marco Villa Silvio Martinello       | Bruno Risi Kurt Betschart        |
| 1998      | Jimmi Madsen Jens Veggerby             | Andreas Kappes Adriano Baffi        | Bruno Risi Kurt Betschart        |
| 1999      | Bruno Risi Kurt Betschart              | Andreas Kappes Etienne De Wilde     | Marco Villa Adriano Baffi        |
| 2000      | Andreas Kappes Silvio Martinello       | Marco Villa Adriano Baffi           | Jimmi Madsen Scott McGrory       |
| 2001      | Matthew Gilmore Scott McGrory          | Rolf Aldag Silvio Martinello        | Andreas Beikirch Andreas Kappes  |
| 2002      | Bruno Risi Kurt Betschart              | Matthew Gilmore Scott McGrory       | Marco Villa Silvio Martinello    |
| 2003      | Danny Stam Robert Slippens             | Andreas Beikirch Andreas Kappes     | Matthew Gilmore Scott McGrory    |
| 2004      | Bruno Risi Kurt Betschart              | Danny Stam Robert Slippens          | Andreas Beikirch Andreas Kappes  |
| 2005      | Andreas Beikirch Robert Bartko         | Bruno Risi Kurt Betschart           | Marco Villa Iljo Keisse          |
| 2006      | Danny Stam Robert Slippens             | Marco Villa Erik Zabel              | Robert Bartko Andreas Beikirch   |
| 2007      | Bruno Risi Erik Zabel                  | Guido Fulst Leif Lampater           | Robert Bartko Iljo Keisse        |
| 2008      | Iljo Keisse Robert Bartko              | Erik Zabel Leif Lampater            | Bruno Risi Franco Marvulli       |
| 2009      | Erik Zabel Leif Lampater               | Olaf Pollack Franco Marvulli        | Bruno Risi Danny Stam            |
| 2010      | Bruno Risi Franco Marvulli             | Robert Bartko Iljo Keisse           | Leif Lampater Christian Grasmann |
| 2011      | Robert Bengsch Robert Bartko           | Alexander Aeschbach Franco Marvulli | Jens-Erik Madsen Marc Hester     |
| 2012      | Peter Schep Robert Bartko              | Marcel Kalz Franco Marvulli         | Leif Lampater Iljo Keisse        |
| 2013      | Franco Marvulli Marcel Kalz            | Leif Lampater Luke Roberts          | Robert Bartko Peter Schep        |
| 2014      | Leif Lampater Wim Stroetinga           | Marcel Kalz Robert Bartko           | Andreas Müller Marc Hester       |
| 2015      | Marcel Kalz Alex Rasmussen             | Morgan Kneisky Jesper Mørkøv        | Leif Lampater Wim Stroetinga     |
| 2016      | Kenny De Ketele Christian Grasmann     | Morgan Kneisky Jesper Mørkøv        | Alex Rasmussen Marcel Kalz       |
| 2017      | Marcel Kalz Iljo Keisse                | Leif Lampater Wim Stroetinga        | Jesper Mørkøv Yoeri Havik        |
| 2018      | Theo Reinhardt Kenny De Ketele         | Achim Burkart Yoeri Havik           | Jesper Mørkøv Christian Grasmann |
| 2019      | Jasper De Buyst Iljo Keisse            | Marc Hester Theo Reinhardt          | Simone Consonni Tristan Marguet  |
| 2020      | Kenny De Ketele Nils Politt            | Theo Reinhardt Morgan Kneisky       | Andreas Graf Marc Hester         |
| 2021-2023 | pas organisé                           | pas organisé                        | pas organisé                     |
| 2024      | Roger Kluge Theo Reinhardt             | Yoeri Havik Jan-Willem van Schip    | Nils Politt Lindsay De Vylder    |
| 2025      | Yoeri Havik Nils Politt                | Roger Kluge Theo Reinhardt          | Simone Consonni Elia Viviani     |